# Vuelta a España 2025/19. Etappe
Die 19. Etappe der Vuelta a España 2025 findet am 12. September 2025 statt und führt die 80. Austragung des spanischen Etappenrennens in Richtung Süden. Der Start erfolgt in Rueda, ehe es über 161,9 flache Kilometer nach Guijuelo geht. Nach der Zielankunft werden die Fahrer insgesamt 2912,6 Kilometer absolviert haben, was 91,3 % der Gesamtdistanz der Rundfahrt entspricht.

## Streckenführung
Nach dem Start in Rueda führt die Strecke über Medina del Campo, Nava del Rey, Alaejos, Vadillo de la Guareña und Fuentelapeña ins westliche Fuentesaúco, ehe die Fahrtrichtung gen Süden dreht. In Salamanca wird nach 103 Kilometern der Zwischensprint ausgefahren, wobei zugleich auch der Bonussprint erfolgt. Über Mozárbez führen die letzten Kilometer auf der N-630 nach Guijuelo, wo ein finaler Rundkurs befahren werden muss.
Dieser ist 8,7 Kilometer lang und führt zunächst auf der N-630 weiter Richtung Süden, ehe die Fahrtrichtung gen Norden dreht. Über eine Nebenstraße geht es im Anschluss zur DSA-164, die zurück nach Guijuelo führt. Hier befindet sich das Ziel auf der N-630.
|                | Ort       | Kilometer |
| -------------- | --------- | --------- |
| Start          | Rueda     | 0,0       |
| Zwischensprint | Salamanca | 103       |
| Bonussprint    | Salamanca | 103       |
| Ziel           | Guijuelo  | 161,9     |

## Ergebnis
| \| Etappenergebnis \| Etappenergebnis \| Etappenergebnis \| Etappenergebnis \| Etappenergebnis \| \| Fahrer \| Fahrer \| Land \| Team \| Zeit \| \| --------------- \| --------------- \| --------------- \| --------------- \| --------------- \| |        |      |      |      |
| |        |      |      |      |
| Quelle: ProCyclingStats |        |      |      |      |
| Etappenergebnis |        |      |      |      |
| Fahrer | Fahrer | Land | Team | Zeit |

## Gesamtstände
| \| Gesamtwertung \| Gesamtwertung \| Gesamtwertung \| Gesamtwertung \| Gesamtwertung \| \| Fahrer \| Fahrer \| Land \| Team \| Zeit \| \| ------------- \| ------------- \| ------------- \| ------------- \| ------------- \| |        |      |      |      |
| |        |      |      |      |
| Quelle: ProCyclingStats |        |      |      |      |
| Gesamtwertung |        |      |      |      |
| Fahrer | Fahrer | Land | Team | Zeit |

| Punktewertung | Punktewertung | Punktewertung | Punktewertung | Punktewertung |
| Fahrer        | Fahrer        | Land          | Team          | Punkte        |
| ------------- | ------------- | ------------- | ------------- | ------------- |

| Bergwertung | Bergwertung | Bergwertung | Bergwertung | Bergwertung |
| Fahrer      | Fahrer      | Land        | Team        | Punkte      |
| ----------- | ----------- | ----------- | ----------- | ----------- |

| Nachwuchswertung | Nachwuchswertung | Nachwuchswertung | Nachwuchswertung | Nachwuchswertung |
| Fahrer           | Fahrer           | Land             | Team             | Zeit             |
| ---------------- | ---------------- | ---------------- | ---------------- | ---------------- |

| Mannschaftswertung | Mannschaftswertung | Mannschaftswertung | Mannschaftswertung |
| Team               | Team               | Land               | Zeit               |
| ------------------ | ------------------ | ------------------ | ------------------ |